# Cryphia syriensis
Cryphia syriensis är en fjärilsart som beskrevs av Embrik Strand 1921. Cryphia syriensis ingår i släktet Cryphia och familjen nattflyn. Inga underarter finns listade i Catalogue of Life.